# Delosperma napiforme
Delosperma napiforme är en isörtsväxtart som först beskrevs av Nicholas Edward Brown, och fick sitt nu gällande namn av Schwant.. Delosperma napiforme ingår i släktet Delosperma, och familjen isörtsväxter. Inga underarter finns listade i Catalogue of Life.

## Bildgalleri

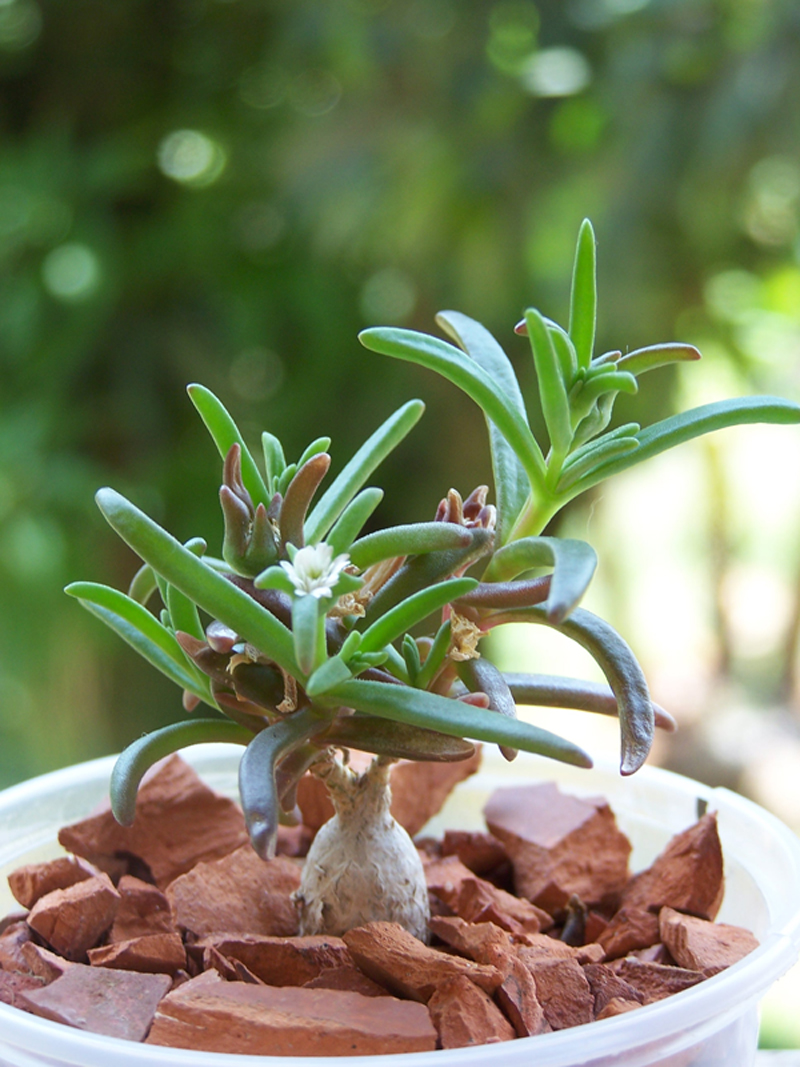